# Jean de Montalembert
Jean de Montalembert,  mort le 29 décembre 1483, est un prélat français du XVe siècle.

## Biographie
Jean de Montalembert est le fils de Jean III, seigneur de Montalembert, de Saveille et du Breuil-Miron, conseiller et chambellan du duc de Berry, et de Jeanne Hélie, dame de Grandzay et de Ferrières.
Il est moine de Cluny, prieur de Saint-Martin-des-Champs de 1457 à 1471, abbé de Saint-Gildas de Châteauroux et abbé de Gimont au diocèse d'Auch. Il est élu évêque de Montauban en juillet 1471. 
Montalembert est notamment ambassadeur du duc de Guyenne à Rome pour négocier son mariage avec la fille de Charles le Téméraire.